# Crossopalpus mongolicus
Crossopalpus mongolicus är en tvåvingeart som beskrevs av Nikolai Vasilevich Kovalev 1975. Crossopalpus mongolicus ingår i släktet Crossopalpus och familjen puckeldansflugor. Inga underarter finns listade i Catalogue of Life.